# Jonas Mouton
Jonas Mouton (Kaplan, 17 marzo 1988) è un giocatore di football americano statunitense che gioca nel ruolo di linebacker per i San Diego Chargers della National Football League (NFL). Fu scelto nel corso del secondo giro (61º assoluto) del Draft NFL 2011 dai Chargers. Al college ha giocato a football all'Università del Michigan.

## Carriera professionistica

### San Diego Chargers
Mouton fu scelto dai San Diego Chargers nel corso del secondo giro del Draft 2011. Nella sua stagione da rookie non disputò alcuna partita a causa di un infortunio. Debuttò come professionista il 2 dicembre 2012 contro i Cincinnati Bengals. Il 26 luglio 2013, a causa di un infortunio al legamento collaterale anteriore, fu annunciato che Mouton salterà anche l'intera stagione 2013.

## Vittorie e premi
Nessuno

## Statistiche
| Partite totali      | 3 |
| Partite da titolare | 0 |
| Tackle              | 1 |
| Sack                | 0 |
| Intercetti          | 0 |

Statistiche aggiornate alla stagione 2012